# Cișmea, Argeș
Cișmea este un sat în comuna Țițești din județul Argeș, Muntenia, România.
== Obiective turistice 